# Reserva faunística provincial Cabo Dos Bahías
La reserva faunística Cabo Dos Bahías es un área natural protegida de Argentina que protege el tramo costero del mar Argentino del cabo Dos Bahías, a 28 kilómetros de la localidad de Camarones, perteneciente al departamento Florentino Ameghino de la provincia del Chubut. Está incluida dentro del parque interjurisdiccional marino costero Patagonia Austral.

## Características
Fue creada el 2 de mayo de 1973 por Resolución Ministerial n.º 537 como «reserva natural turística» con el objetivo de proteger las especies autóctonas. Posteriormente la Ley Provincial n.º 2161 del 11 de marzo de 1983 crea el Sistema Provincial de Conservación del Patrimonio Turístico en el que se incluye a Cabo Dos Bahías con la categoría de «Reserva Natural Turística de Objetivo Integral». Es una APCM (área protegida costero marina), formando parte del SIAPCM (Sistema Interjurisdiccional de Áreas Protegidas Costero Marinas).
Tiene una superficie 160 ha. El objetivo es preservar las especies principalmente al lobo marino de un pelo y el elefante marino del sur.

## Flora
Las especies más comunes son el quilembay (Chuquiraga avellanedae), el colapiche (Nassauvia glomerulosa), los coirones dulce (Festuca gracillima) y amargos (Stipa neaei, Stipa speciosa y Stipa humilis) y las zampas (Atriplex sagittifolia y Atriplex lampa).

## Fauna
-Mamíferos terrestres: guanacos, maras, zorros grises, zorrinos de la Patagonia, peludos.
-Mamíferos marinos: lobo marino de dos pelos o lobo fino, lobo marino de un pelo, elefante marino del sur. 
-Aves terrestres: choique, perdiz copetona. 
-Aves marinas y costeras: pingüinos de Magallanes, gaviota cocinera, gaviotín cola larga o gaviotín sudamericano, gaviota capucho café, cormorán imperial, cormorán de cuello negro, playeros y chorlos.

## Puntos de observación
- La pingüinera: hay un sendero interpretativo que llega hasta la costa, atravesando la zona donde se encuentra una colonia de unos 20 000 individuos principalmente de pingüinos de Magallanes que la habitan desde septiembre a mayo.
- Mirador de la isla Moreno: con comunidades de pingüinos, gaviota austral, gaviota cocinera, cormorán imperial, cormorán de cuello negro y lobo marino de un pelo.
- Mirador de la isla Arce: se puede observar las islas Rasa y Sola, los islotes Aguilón del Norte y Aguilón del Sur, y la isla Leones, en donde se encuentra un antiguo faro construido en 1916.[6]
- Mirador bahía Camarones: se observa una panorámica de la bahía, la isla Moreno y las islas Blancas, lugar donde se hundió el Vapor Villarino en 1899, buque que en su viaje inaugural trasladó los restos del general José de San Martín desde Francia a la Argentina.